# Manfred R. Köhler
Manfred R. Köhler (* 8. März 1927 in Freiberg; † September 1991) war ein deutscher Synchronregisseur, Drehbuchautor und Filmregisseur.

## Leben und Wirken
Köhler kam Anfang der 1950er Jahre zur Internationalen Film-Union AG, Remagen und Frankfurt/M. (IFU) und wurde als Aufnahmeleiter eingestellt. Anschließend begann er, Synchronfassungen ausländischer Filme, darunter diverse Neuauflagen alter Dick-und-Doof-Klassiker der 30er Jahre, herzustellen. Köhler beaufsichtigte Anfang der 60er Jahre aber auch die deutschen Fassungen internationaler Meisterwerke wie Citizen Kane und Viridiana.
1955 beauftragte ihn die IFU mit der Inszenierung zweier Kurzdokumentarfilme. Später ging Köhler nach München und baute dort zunächst das Synchronstudio Beta-Technik auf, ehe er sich mit einem eigenen Synchronstudio, der Cinesonor, selbständig machte. 1964 gab ihm Erwin C. Dietrich erstmals die Gelegenheit zur Spielfilmregie (Ein Sarg aus Hongkong). In den kommenden beiden Jahren inszenierte Köhler eine Reihe von wenig ambitionierten Action- und Krimireißern, die meist an internationalen Drehorten spielten und auch über eine internationale Besetzung verfügten.
1969 wechselte Köhler zum Fernsehen und inszenierte zunächst zwei Operetten mit den Gesangsstars Rudolf Schock und Ingeborg Hallstein. Zeitgleich war er als Dialogautor an der belgischen Horrorproduktion Blut an den Lippen und 1972 an dem von Samuel Fuller auf Englisch gedrehten Tatort-Krimi Tote Taube in der Beethovenstraße beteiligt. Bei dem Italo-Western Laßt uns töten, Companeros war Köhler als Regieassistent Sergio Corbuccis tätig.
Seine Tochter Marina Köhler ist in seine Fußstapfen getreten und arbeitet u. a. als Dialogautorin, Synchronsprecherin und Synchronregisseurin.

## Filmografie
als Kinofilmregisseur, wenn nicht anders angegeben
- 1955: Wenn es Sonntag ist (Dokumentarkurzfilm)
- 1955: Land aus Feuer und Schnee (Dokumentarkurzfilm)
- 1964: Ein Sarg aus Hongkong (auch Drehbuch)
- 1965: Der Fluch des schwarzen Rubin (auch Drehbuch)
- 1966: Agent 505 – Todesfalle Beirut (auch Co-Drehbuch und Schnitt)
- 1966: Wie tötet man eine Dame? (Das Geheimnis der gelben Mönche)
- 1967: Der Mörderclub von Brooklyn (nur Dialoge)
- 1967: Die Schlangengrube und das Pendel (nur Drehbuch)
- 1968: Der Todeskuss des Dr. Fu Man Chu (nur ungenannte Drehbuchmitarbeit, deutsche Dialoge)
- 1968: Die große Treibjagd (nur Drehbuchmitarbeit, deutsche Fassung)
- 1968: Heißes Spiel für harte Männer (nur Drehbuchmitarbeit, deutsche Dialoge)
- 1969: Kommissar X – Drei goldene Schlangen (nur Drehbuchmitarbeit, deutsche Dialoge)
- 1969: Die Zirkusprinzessin (auch Co-Drehbuch, Fernsehfilm)
- 1970: Giuditta (nur Drehbuchadaption, Fernsehfilm)
- 1971: Die Blume von Hawaii (auch Drehbuch, Fernsehfilm)